# بيشة عامر
قرية بيشة عامر هي إحدى القرى التابعة لمركز منيا القمح في محافظة الشرقية في جمهورية مصر العربية. حسب إحصاءات سنة 2006، بلغ إجمالي السكان في بيشة عامر 13829 نسمة، منهم 7315 رجل و6514 امرأة.

## التعليم
تصل نسبة الأمية في القرية إلى 54.76% بين من تجاوزوا العاشرة من عمرهم، بينما تصل نسبة من حصلوا على تعليم جامعي إلى 2.68% من جملة السكان. وتضم القرية مدرسة بيشة عامر لرياض الأطفال ومدرسة بيشة عامر الابتدائية. ومعهد بيشة عامر الابتدائي الإعدادي الثانوي.

## التاريخ
قرية بيشة عامر من القرى القديمة، حيث وردت باسم «بيشة بني كليب» في أعمال الشرقية ضمن قرى الروك الصلاحي التي أحصاها ابن مماتي في كتاب قوانين الدواوين، كما وردت باسم «بيشة عامر» وهي «منشأة ابن كليب» في أعمال الشرقية ضمن قرى الروك الناصري التي أحصاها ابن الجيعان في كتاب «التحفة السنية بأسماء البلاد المصرية». وفي العصر العثماني ورد اسم «بيشة عامر» في تربيع سنة 933هـ/1527م الذي أجراه الوالي العثماني سليمان باشا الخادم في عصر السلطان العثماني سليمان القانوني ضمن قرى ولاية الشرقية، وفي تاريخ 1228هـ/1813م الذي عدّ قرى مصر بعد المسح الذي قام به محمد علي باشا باسم «بيشة عامر» ضمن قرى مديرية الشرقية.